# Liste de films tournés à Budapest
 (août 2012).
Si vous disposez d'ouvrages ou d'articles de référence ou si vous connaissez des sites web de qualité traitant du thème abordé ici, merci de compléter l'article en donnant les références utiles à sa vérifiabilité et en les liant à la section « Notes et références ».
Ceci est une liste de longs métrages tournés ou comportant des scènes tournées à Budapest.

## Liste des films

### Clips
- Michael Jackson (Budapest, Hősök tere)
- Katy Perry: Firework (2010)
- Arash: Pure Love
- Deepside Deejays: Never Be Alone
- David Deejay ft. Dony: So Bizarre
- Groove Coverage: Moonlight Shadow
- Gwen Stefani: Early Winter[1]
- maNga: Cevapsız Sorular
- Selena Gomez and the Scene: Round & Round
- Jovanotti: Mi fido di te
- Jolin Tsai: Wonder in Madrid[1]
- Sarah Connor: From Sarah with Love
- Ela Rose Featuring David Deejay: I Can Feel
- Ziggi Recado: Need To Tell You This
- Jamie Woon: Lady Luck
- Mylène Farmer: Désenchantée (1991)
- Mylène Farmer: Regrets (1991)

### Films
- 1989: Étoile
- 1989: Music Box
- 1989: Hurlements 5 (Howling V: The Rebirth)
- 1997: The Cremaster Cycle (Épisode 5)
- 1999: Gloomy Sunday
- 1999: Au Pair
- 2000: In the Beginning
- 2001: American Rhapsody
- 2002: Dinotopia
- 2003: Espion et demi
- 2004: The Last Run
- 2005: 8 mm 2 : Perversions fatales
- 2008: Hellboy 2
- 2008: Le Transporteur 3
- 2009: Budapest
- 2009: Iris (TV series)
- 2010: Les Piliers de la terre
- 2009: Juan
- 2009: La Rafle
- 2010: Carlos
- 2009: Le Dernier des Templiers
- 2011: Le Rite
- 2012: The Borgias
- 2012: Bel Ami
- 2012: Affaires non classées
- 2012: Mission impossible : Protocole Fantôme
- 2012: In the Land of Honey and Blood
- 2015: Spy

### Films qui présentent Budapest comme une autre ville
- Berlin : 
  - 2002 : Max
  - 2008: Le Garçon au pyjama rayé
- Berlin-Est: 
  - 2001: Spy Game
  - 2010: L'Affaire Rachel Singer
- Buenos Aires: 1996:  Evita
- Londres: 
  - 2004: Adorable Julia
  - 2005: Munich
- Monte-Carlo: 2011: Bienvenue à Monte-Carlo
- Moscou: 1988: Double Détente
- Paris :
  - 1981: À nous la victoire
  - 1993: M. Butterfly
  - 1998: Le Fantôme de l'Opéra
  - 1990: Cyrano de Bergerac
  - 2005: Munich
  - 2011: Bel Ami
- Rome :
  - 1999: Hum Dil De Chuke Sanam
  - 2005: Munich
- Vienne: 2010: The Nutcracker in 3D
- Villes fictives:
  - 1995:  Mortal Kombat
  - 2003: Underworld
  - 2006: Eragon
  - 2011: Season of the Witch
  - 2011: L'Aigle de la Neuvième Légion
  - 2012: L'Ombre du mal
  - 2013: Die hard 5 : Belle journée pour mourir
  - 2017 : Blade Runner 2

### Films qui ont lieu à Budapest
- 1936: Quatre Femmes à la recherche du bonheur
- 1940: The Shop Around the Corner
- 1985: MacGyver Season 1 Épisode 3, "The Thief of Budapest"
- 2004: Van Helsing

## Films d'animation
- 1989 : Willy the Sparrow
- 2004 : Nyócker !

## Sources
- (en) « Budapest Hungary », Filming Location, Internet Movie Database (consulté le 13 mai 2010)